# Маречкова, Мартина
Мартина Маречкова (чеш. Martina Marečková, род. 15 января 1990) — чешская шахматистка, мастер ФИДЕ среди женщин.
Чемпионка Чехии 2013 г.
Серебряный призер чемпионатов Чехии по рапиду 2011 и 2015 гг. Бронзовый призер чемпионата Чехии по рапиду 2012 г.
Чемпионка Чехии по блицу 2013 г. Серебряный призер чемпионата Чехии по блицу 2011 г. Бронзовый призер чемпионатов Чехии по блицу 2009 и 2015 гг.
Призер юниорского чемпионата Чехии 2002 г. (в категории до 12 лет). Серебряный призер юниорского чемпионата Чехии 2003 г. (в категории до 14 лет).
Представляла Чехию на юниорских чемпионатах мира и Европы (в разных возрастных категориях).
Участница личных чемпионатов Европы 2012 и 2014 гг.
Участница чемпионата Европы по блицу 2017 г.

## Основные спортивные результаты
| Год  | Город             | Соревнование                           | + | − | = | Результат | Место    |
| ---- | ----------------- | -------------------------------------- | - | - | - | --------- | -------- |
| 2000 |                   | Юниорский чемпионат Чехии (до 10 лет)  | 3 | 3 | 2 | 4 из 8    | 4—5      |
| 2001 |                   | Юниорский чемпионат Чехии (до 12 лет)  | 4 | 5 | 1 | 4½ из 10  | 7        |
| 2002 | Фримбурк          | Юниорский чемпионат Чехии (до 12 лет)  | 5 | 2 | 1 | 5½ из 8   | 2—4      |
| 2003 | Волине            | Юниорский чемпионат Чехии (до 14 лет)  |   |   |   |           | 2 (8—13) |
| 2005 | Гавличкув-Брод    | Чемпионат Чехии                        | 3 | 2 | 4 | 5 из 9    | 4—7      |
| 2006 | Херцег-Нови       | Юниорский чемпионат Европы (до 16 лет) |   |   |   |           | [ 9 ]    |
| 2007 | Шибеник           | Юниорский чемпионат Европы (до 18 лет) |   |   |   |           | [ 10 ]   |
| 2008 | Херцег-Нови       | Юниорский чемпионат Европы (до 18 лет) |   |   |   |           |          |
| 2010 | Хотова            | Юниорский чемпионат мира               |   |   |   |           | [ 11 ]   |
| 2012 | Газиантеп         | Чемпионат Европы                       |   |   |   |           | [ 12 ]   |
| 2013 | Ледеч-над-Сазавоу | Чемпионат Чехии                        |   |   |   |           | 1        |
| 2014 | Пловдив           | Чемпионат Европы                       |   |   |   |           | [ 12 ]   |